# Phomatosporella albomaculans
Phomatosporella albomaculans är en svampart som beskrevs av Tak. Kobay. & K. Sasaki 1982. Phomatosporella albomaculans ingår i släktet Phomatosporella, ordningen kolkärnsvampar, klassen Sordariomycetes, divisionen sporsäcksvampar och riket svampar.   Inga underarter finns listade i Catalogue of Life.